# 極道の妻たち 赫い絆
『極道の妻たち 赫い絆』（ごくどうのおんなたち あかいきずな）は、1995年公開の日本映画。主演は、岩下志麻。監督は、関本郁夫。通称『極妻（ごくつま）』シリーズの第8作目。岩下版としては6作目。本作では、大阪府と東京都を舞台に、先代組長を父に持つ女と跡目を継いだ夫との絆、及び彼女と1人の若い組員との親子愛のような絆が描かれている。また、新規事業を始めようとする組長の土地買収や対立する組との攻防、組員の妻たちの悲哀なども描かれている。ちなみに「極妻」シリーズでは珍しく、主演の岩下が堅気の人間としてヤクザとは無縁の職場で働くシーンもある。
本作は、「“極妻”登場10周年記念作品」と銘打たれている。また、本作より、前作までタイトルについていた『新』が削除された。
歌手生活25年を迎えた八代亜紀が、本作の主題歌と映画出演を果たしているのも大きな話題の一つとなった。
キャッチコピーは、「決着(けじめ)は、わてがとらして貰います。」。
本作で鈴木砂羽は、第17回ヨコハマ映画祭最優秀新人賞を受賞。

## あらすじ
大阪のヤクザ組織・堂本組初代組長・堂本増吉（内田朝雄）の娘・久村きわ（岩下志麻）は夫・修一郎（宅麻伸）の堂本組二代目襲名を喜ぶが、その夜、きわは三東会組員・後藤信治（古田新太）の襲撃に遭い揉みあいになる。そこに堂本組幹部・村上徳一（渡辺裕之）と修一郎が駆けつけきわに発砲しようとした三東会組員を修一郎が射殺する。村上は修一郎の身代わりとなり殺人罪懲役十二年に服すことになる。後藤信治に反撃したきわは傷害罪懲役五年で刑務所暮らしとなるが、抗争に発展しないよう組長の妻として修一郎と離婚することで責任を取る。5年後、修一郎は空港近辺の開発事業に励むが、5年前に堂本組と和解したはずの三東会会長・後藤修造（萩原流行）は堂本組を潰すことを企んでいた。新しい妻・久村眉子（鈴木砂羽）と再婚した修一郎はその後もきわのことを気にかけていた所、眉子がきわを敵視し始める。
出所後、東京で堅気として暮らし始めたきわを先代組長の娘として大阪に呼び戻すことを考えた修一郎は、若手組員・菅井宣生（赤坂晃）を東京に向かわせる。きわは大阪に戻ることを断るが、マンションの自宅前廊下で寝起きし始めた宣生を見かねて部屋に居候させることに。数日間の生活で2人に親子の情のようなものが生まれるが、ある日、きわに叱られた宣生は大阪に戻ってしまう。後日、三東会の襲撃に遭ったきわは何とか相手を倒すが、東京を離れることにし地方にいる知人のもとに身を寄せ始める。
その頃、修一郎の開発事業のための用地買収もあと1ヶ所の病院となるが、入院中の先代組長に反対されていた。そのことを知った眉子は修一郎のため独断で病院に忍び込み先代組長を射殺してしまい、帰宅後その事実を打ち明けると驚いた修一郎から口止めされる。先代組長の死がニュースになった後、緊急幹部会で修一郎は三東会の犯行を疑う幹部から「抗争すべき」とやり玉に上がる。対応に苦慮する修一郎の前に父の死を知ったきわが現れ、先代組長の娘として幹部を説き伏せ元夫・修一郎のピンチを救う。
きわはそのまま大阪に戻ると父の葬儀を終えるが、父の想いを汲んで病院の明け渡しを許可しないまま修一郎のゼネコンとの契約日が迫る。その様子に眉子は本宅に訪れてきわと女同士の闘いを繰り広げ、何とかきわから土地の明け渡しの許可を得る。用地買収をやり遂げた修一郎だがゼネコン担当者から状況が一変して事業が中止になったことを告げられ、大金を注ぎ込んでいた修一郎はショックを受ける。修一郎は少しでも金を回収しようと後藤に買収した土地に堂本組の資産を合わせて格安で売った後失踪してしまう。
きわが反抗期のような状態だった宣生と和解した頃、刑事から修一郎の死を告げられた眉子はその場に泣き崩れてしまう。後藤から堂本組の解散が告げられた後きわは宣生に足を洗うよう助言するが、断った彼はその夜1人で三東会事務所に殴り込みに向かう。自宅前で力尽きた宣生を見つけたきわは、もう返事をすることのない彼を抱きかかえながらその名前を呼び続ける。三東会幹部の宴席で後藤たちが盛り上がる中、きわが元堂本組二代目姐としてのけじめをつけに現れる。

## キャスト
堂本きわ
演 - 岩下志麻
堂本組先代組長の娘。浪速区在住。生まれた時から極道の世界で揉まれてきたため、後藤からは「中身は男のよう」と評されている。冒頭で傷害罪で逮捕され、堂本組と三東会が抗争になる原因を作った責任を感じて、そのケジメとして服役中に夫・修一郎と離婚する。出所後は25年前に住んでいた東京で一人暮らしをしながら、スーパーの従業員として品出しなどの仕事を始める。大阪の遊園地・エキスポランドは、過去に修一郎からプロポーズされた思い出の場所で冒頭で2人で訪れる。ちなみに堂本組では、違法薬物にだけは手を出さないという決まりがある。
久村修一郎（くむら）
演 - 宅麻伸
きわの夫。堂本組若頭補佐だが冒頭で二代目組長を襲名する。きわとは20年ほど夫婦として連れ添ってきた。その後ゼネコン会社からビジネスの才能を買われ、関空近辺(泉佐野市)で用地買収を行い、7,000億円もかけた商業施設“ドリームランド”の開発に携わる。どちらかと言うとヤクザにしては平和主義者。また、ゼネコンの担当者から問題を起こすと開発事業の契約が無効になると聞かされ、慎重に組運営をするようになる。離婚後もきわには、元妻として先代組長の娘として気にかけ続ける。
久村眉子（まゆこ）
演 - 鈴木砂羽
修一郎の後妻。きわの服役中に修一郎と結婚し、堂本組の妻たちに威張った態度で接する。元クラブホステス。野心的な性格で「欲しい物を手に入れるためには何でもやる女」を自認している。白い小型犬を飼っている。後日一人前のヤクザの妻として認めてもらえるよう、修一郎に内緒で広範囲に渡り刺青を入れる。堂本組組長妻としてのプライドが高く、修一郎の元妻であるきわに一方的に敵対心を持つ。
菅井宣生（すがいのぶお）
演 - 赤坂晃
堂本組の若い組員。シマのラーメン屋やパチンコ店にピーナッツやおしぼりの納品の仕事をしたり、空いた時間には先輩組員やその妻たちから日常的に雑用を指示されている。5年後久村の指示できわに大阪に呼び戻す任務を任され東京でしばらくの間彼女に説得しながら一緒にスーパーで働きはじめる。詳細は不明だが物心ついた頃から両親はおらず、親の愛情を知らずに育った。子供っぽい性格で怒ると周りのことが見えなくなることがあり、きわから母親のように心配される。

### 三東会の主な組員
後藤修造
演 - 萩原流行
三東会の組長で、過去に堂本組と敵対関係にあり冒頭の時点で休戦状態となっているが、内心堂本組を潰すことを企んでおりゆくゆくはヤクザ業界での全国制覇を狙っている。修一郎の方が商才はあるが、極道の世界では三東会の方が力を持つ。5年後、組員を使って堂本組にトラブルを仕掛けるが、修一郎がそれに乗ってこないことに違和感を感じ、その後さらなる揺さぶりをかけ始める。
後藤信治
演 - 古田新太
後藤の弟。後藤と同じく以前から久村夫妻のことを疎ましく思っている。冒頭の修一郎の二代目襲名パーティに参加し、きわが一人になった所を襲撃するが反撃されて左目に怪我を負う。きわの出所後東京にいることを知って、再び襲撃に向かう。
春岡
演 - 宮坂ひろし
三東会幹部。三東会の挑発に乗らない修一郎に何か企みがあると疑い、それを探るため堂本組に揺さぶりをかけ始める。増吉の葬儀に後藤たちと訪れ、きわの前で彼を侮辱する発言をする。その後も邪魔な存在である堂本組を潰すために色々と行動する。
江本
演 - 川原和久
三東会の組員。堂本組のシマにあるパチンコ屋で遊んでいた所、おしぼりを納入する宣生とトラブルになる。その後三東会組員であることを隠して範子に近づき、男女の関係となる。
三東会の幹部
演 - 福本清三

### 堂本組の主な組員
堂本増吉
演 - 内田朝雄
きわの父。76歳。堂本組初代組長で、冒頭で体調を考慮して組長を勇退し組の相談役となる。修一郎から「親父さん」と呼び慕われている。昔気質のヤクザで義理と人情を重んじ、堂本組の発祥の地である泉佐野市を愛している。かかりつけの病院が修一郎の用地買収の対象になるが、市民のために病院を明け渡す気はないと買収を拒否する。また、修一郎に「銀行に踊らされてるだけ」と開発事業を辞めるよう告げる。
村上徳一
演 - 渡辺裕之
堂本組幹部。組内での人望がそこそこあり、二代目に自身を推す声もあった。また、きわからも「修一郎の二代目襲名が穏便に済んだのはあんたのおかげ」と感謝されている。冒頭の三東会組員による襲撃事件で修一郎が相手を1人射殺し、その罪を被って懲役十二年刑で服役する。増吉から組のために服役したとして、きわに断った上で彼の財産などを譲られる予定。
兵頭明
演 - 長谷川初範
堂本組幹部。株式会社堂本の取締役で債権の取り立てを担当。5年後には開発事業に乗り出した修一郎の仕事を手伝い彼に同行して建設予定地の下見に訪れたり、用地を売ることを渋る病院に不渡手形で話を付けさせようとする。先代組長の死後の緊急幹部会では、「三東会と抗争すべきでない」との修一郎の意見に賛同し、他の幹部たちにも従うよう主張する。
島中哲
演 - 島木譲二
堂本組幹部。堂本組のシマのバーやクラブに、額に入った絵やおつまみなどを卸す仕事をしてきたが、その後海外からのアンティーク家具も扱うようになる。先代組長が築いた堂本組発祥の地である青空市場を大事にしているが、ある日突然「今日からここは三東会のもんや」と言ってきた春岡たちと一触即発となる。
南弘次
演 - 松澤一之
堂本組幹部。先代が殺された直後の緊急幹部会で他の幹部と共に三東会の仕業を疑い、修一郎に相手の組と戦争すべきと主張する。堂本組解散後は、組の立て直しのための金を集めようとする。
北条記一（きいち）
演 - 木村栄
堂本組組員。暴対法によりしのぎが難しくなったとのことで、きわの服役中にごみ処理の会社を始める。多くの幹部と同じく増吉に堂本組のヤクザとして育ててくれた恩義を感じている。解散後は堅気になるかヤクザを続けるか迷い始める。
川瀬稔
演 - 目黒大樹
堂本組の若い組員。宣生と親しくしており彼と一緒におしぼりなどを持ってシマにある納品先を周ったり、プライベートでもよくつるんでいる。ヤクザにしては比較的気のいい性格だが口が軽い。堂本組の中では珍しく眉子のことを慕っており、彼女の飼い犬の散歩を任されている。下戸なため酒は苦手。

### 堂本組の組員妻たち
範子（のりこ）
演 - 毬谷友子
村上の内縁の妻で、彼が結婚に踏ん切りがつかないため入籍していない。冒頭できわが服役し出所後そのまま東京に行くため、堂本組の妻たちの実質のまとめ役。普段はクラブのママとして働いている。三東会との抗争を阻止するため、極道の女房としてケジメを付けて離婚したきわのことを不憫に思っている。村上の出所を待っていたがある日寂しさのあまり浮気してしまい、その後きわに一人の女として辛い気持ちを吐露する。
兵頭美佐
演 - 佳那晃子
兵頭の妻。他の堂本組の妻たちと同じくきわを慕っていることから再婚した修一郎に不満を持ち、後妻ながら我が物顔で妻たちを仕切ろうとする眉子を嫌っている。女癖の悪い明に手を焼いている。その後夫が三東会に移ると言い出したため夫について行くか迷い、妻たちの集まりで正直な気持ちを打ち明ける。
北条志のぶ
演 - 安永亜衣
北条の妻。きわの収監中に他の組員の妻たちと彼女宛にビデオレターを録画するが、直後に陣痛が始まる。その後女の子を出産し、きわにちなんで“きわこ”と名付ける。
島中松子
演 - 大沢逸美
島中の妻。組員妻の中でも特に感情表現豊かな人物。堂本組の解散宣言後、兵頭が率先して三東会組員になったと聞いて、後日妻たちの集まりの場で美佐に真偽を確かめる。
南加寿江（かずえ）
演 - 染谷まさ美
南の妻。きわの服役中に結婚したため、彼女のことは「極道の妻のお手本のような存在」と話だけ聞いており、その後実際にきわと顔を合わせる。ある時兵頭が色目を使って迫ってきたため、美佐に文句を言った所彼女と取っ組み合いの喧嘩になる。

### その他の人たち
ふみ
演 - 八代亜紀（本作の主題歌も担当）
きわの知人。佐渡在住で元ヤクザの妻。10年以上前に夫を亡くし、現在は旅館の女将として働く。きわが新婚旅行で佐渡に来た頃に知り合い、東京暮らしを辞めて佐渡に旅行に来たきわと久しぶりに再会する。きわが自身と同じく独り身になったと知り、彼女が佐渡に滞在する間会話を用いて心に寄り添う。
橋爪刑事
演 - 六平直政
遺体安置所で増吉の遺体と対面するきわに、彼からの手紙を渡す。修一郎の失踪後、堂本組事務所に訪れて組員の前で修一郎直筆の堂本組解散宣言書を代読する。
刺青師
演 - 本田博太郎
眉子から、肘の辺りから膝の辺りまで刺青を入れるよう頼まれて施術する。最近は男でも広範囲の刺青をする人が減っているため、「(眉子のような)若い女性の肌に刺青を入れられることは彫師冥利」と語る。
ゼネコン会社の社員
演 - 西田健
“にっこう建設”の社員で、ドリームランド開発事業担当者。ヤクザ組織と絡む仕事が公になると世間から叩かれるため、修一郎に自身の会社名を出さないことを条件に開発事業に力を貸す。その後修一郎に期限までに用地買収を全て終わらせるよう発破をかける。
天下一品の店長
演 - 木村勉（現：天下一品グループの代表取締役）
堂本組のシマにあるラーメン屋で働く。ある日宣生と稔が自身の店におしぼりを納品しに来るが、仕事を後回しにしてラーメンを食べる。
ラーメン屋の客
演 - 松方弘樹（ノンクレジット）
上記の宣生と稔が来店した時に偶然彼らの隣の席でラーメンを食べ、大阪弁で店長に話しかける。
立花
演 - 根岸達也
野中
演 - 木谷邦臣

## スタッフ
- 原作 - 家田荘子（文藝春秋刊）
- 監督 - 関本郁夫
- 脚本 - 塙五郎
- 音楽 - 小六禮次郎
- 音楽プロデューサー：おくがいち明
- プロデューサー - 本田達男、天野和人
- 企画 - 日下部五朗
- 撮影 - 木村大作
- 美術 - 内藤昭
- 照明 - 安藤清人
- 録音 - 堀池美夫
- 編集 - 荒木健夫
- 助監督 - 長岡鉦司
- 記録 - 田中美佐江
- 装置：増田道清
- 装飾：極並浩史
- 背景：西村三郎
- 衣裳：大本猛
- 美粧：田渕恵子
- 結髪：山田真佐子
- 助監督：森本浩史、西山太郎
- 音響効果：竹本洋二、和田秀明
- 進行：下戸聡
- 擬斗：上野隆三
- スタイリスト：高橋匡子（岩下志麻担当）、笠本ゑり子、川合洋美、宋明美（宅麻伸担当）
- ヘアメイク：浦田尚美（岩下志麻担当）、鍋島亜紀子（鈴木砂羽担当）
- 舞踏振付：若柳縫秀
- 和楽：中本哲
- 刺青：毛利清二
- 方言指導：笹木俊志、森畑結美子、松本よう子
- ガン・アドバイザー：BIG SHOT
- 劇用車：小野順一
- スチール - 久井田誠
- 企画協力：井波洋（ヒロプロダクション）
- 進行主任：野口忠志

## 劇中歌
- 主題歌「とおりゃんせ」

作詞：悠木圭子、作曲：鈴木淳、歌：八代亜紀
- 「相川音頭」

新潟県の民謡
三東会の宴席で、後藤たちを前に編み笠を被る浴衣姿の女性たちがこの歌に合わせて踊る。
- 挿入歌「女は花になれ」

作詞：悠木圭子、作曲：鈴木淳、歌：八代亜紀